# 한국의 화장품

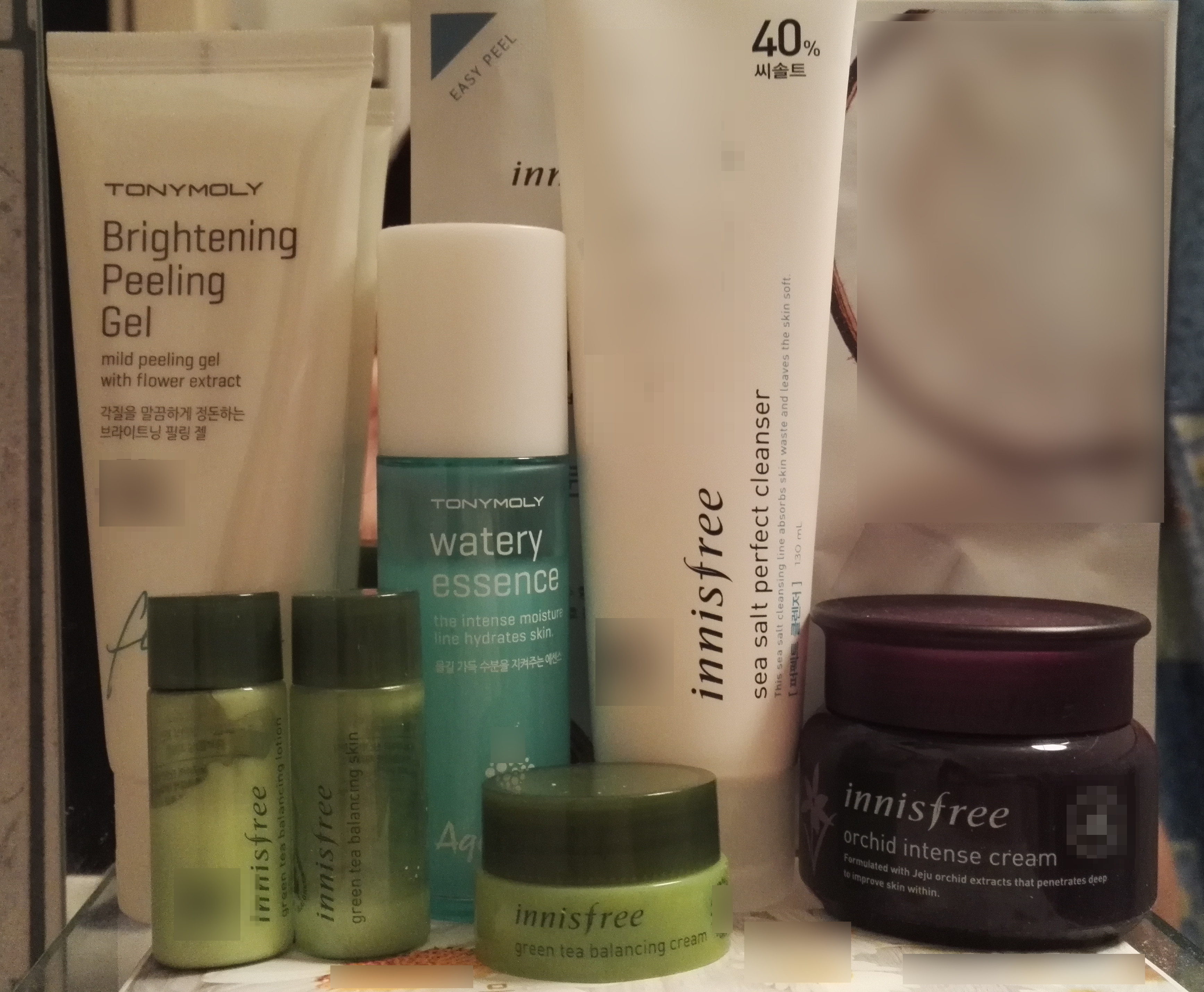
욕실 선반에 있는 다양한 한국 화장품(필링 젤, 에센스, 클렌저, 토너, 로션 및 크림 2종)

한국은 화장품 사용의 고대 역사를 가지고 있으며, 오늘날 그것은 한국의 중요한 산업이다.

## 역사

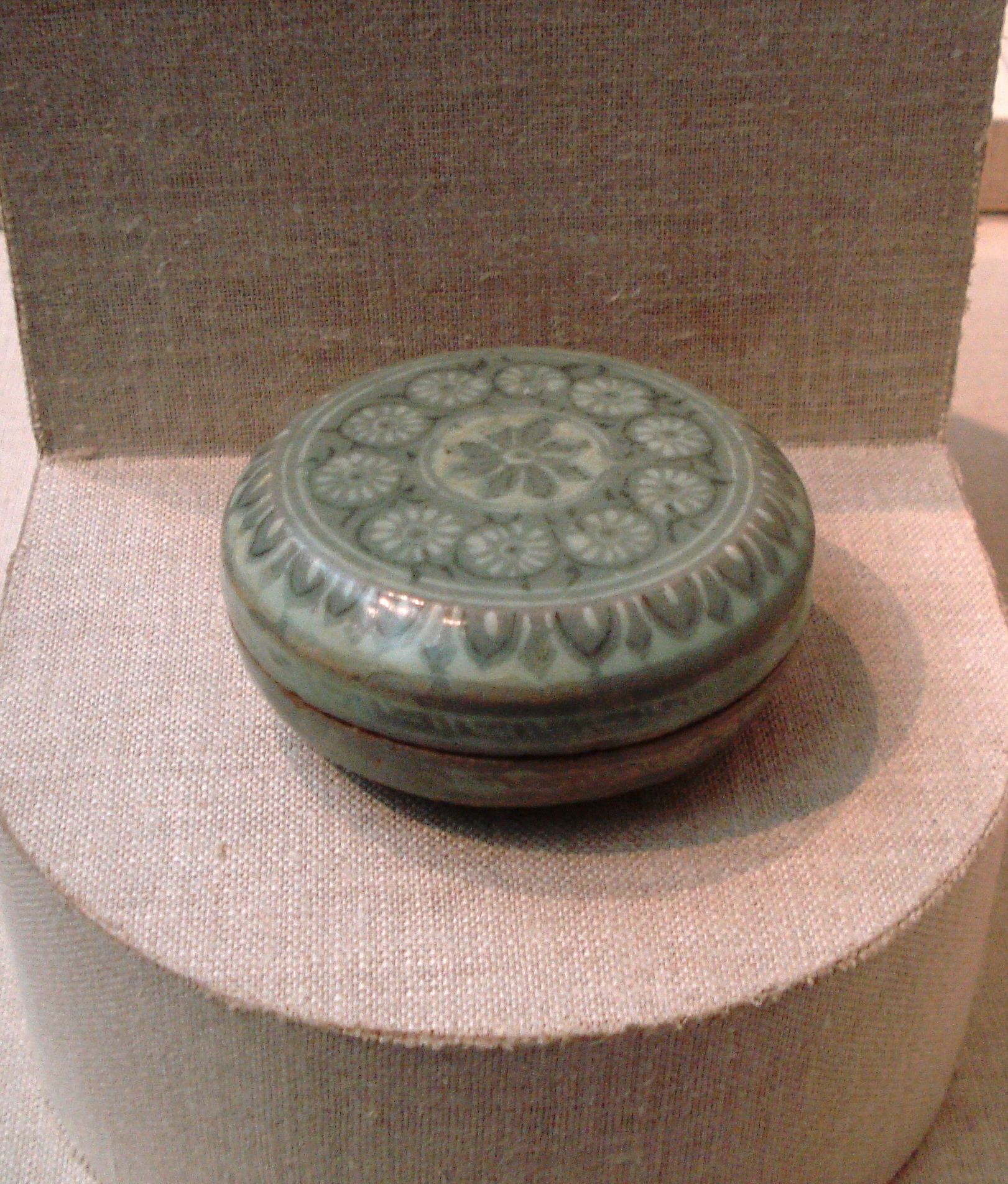
고려시대 화장품 상자

### 상대
한국의 화장품 사용 기록은 삼국 시대까지 거슬러 올라가며, 고려시대 에는 화장이 성행하였다. 박 줄기를 포함한 식물에서 추출한 로션으로 화장품을 만들었다. 빻은 녹두에는 사포닌이 함유되어 있어 클렌징에 도움이 된다. 피마자유 와 동백기름을 머리기름으로 사용하였다. 그들은 기분 좋은 냄새가 났고 끈적 거리지 않았다. 피부에 수분을 공급하고 윤기를 더하기 위해 홍화 오일을 사용했다. 살구 와 복숭아 기름은 주근깨와 간 반점을 제거하는 데 사용되었다. '미분' 또는 '백분'이라는 가루는 쌀과 기장을 물이나 기름과 섞어서 만들었다.
예를 들어 말린 정향 꽃봉오리에서 나온 곡물 및 기타 식물의 추출물에 향을 첨가했다. 스트레스와 피로를 풀기 위해 향수도 사용되었다. 고대 여성 백과 사전인 규합총서에는 향수를 만드는 다양한 방법이 나와 있다.
규합 총서 에 따르면 눈썹은 여성의 얼굴의 중심 특징이었다. 이 작품은 10가지 인기 있는 눈썹 모양을 묘사한다. 초승달 모양이나 버드나무 잎 모양이 가장 인기가 있었다. 식물재는 눈썹 잉크의 기본 원료로 여성들이 다양한 모양으로 눈썹을 그렸다. 기본 색상은 검정, 파랑 및 짙은 갈색이었다.
연지는 입술과 뺨을 칠할 때 사용했던 연지의 한국 이름이다. 잇꽃으로 만들 수 있다.
조선시대 에는 유교로 인해 화려한 화장이 금지되었다. 이 시기 상류층 여성들은 기생의 화장과 스타일을 모방하는 경향이 있었다.

### 현대
1876년 강화도조약 이후 한국의 항구는 외국 무역에 개방되었고 서구 양식이 나라에 영향을 미치기 시작했다. 새로운 메이크업 스타일과 제품이 대중화되면서 한국의 화장품 문화를 자극하고 대량 생산과 소비가 가능해졌다.
박가분은 박의 가루라는 뜻으로 우리나라 최초의 양산 화장품이었다. 한국 최초의 페이스 파우더로 1916년부터 1930년까지 베스트셀러였다. 그러나 납 함량 때문에 판매가 급감했고 유사한 제품이 빠르게 출시되었다.
1910년 한국이 일본의 식민지가 되면서 일본 화장품이 지배했고 1920년대 한국 화장품은 발전하지 못했다. 나라가 더 이상 일본의 통제하에 있지 않게 된 후, 1950년에 발발한 한국 전쟁은 경제를 더욱 혼란스럽게 만들었다. 마침내 1961년경 외국 제품 판매 금지법이 통과되면서 한국 화장품 산업이 번창하기 시작했다.
2010년대 말, 한국은 동물 실험을 한 화장품을 금지했다.

## 한국 문화 속의 화장품과 스킨케어
한국 사람들은 TV 프로그램, 광고, 전통의 영향으로 피부 관리에 집중한다. 한국인들은 고른 광채 피부를 중시하며, 한국 여성들은 계절에 따라 뷰티 케어 방법을 다양화하는 경향이 있다. 그들은 모공을 조여주는 크림( BB 크림, 블레미쉬 밤 또는 뷰티 밤)과 피부 미백을 위한 로션( CC 크림, 색 보정 또는 색 조절)과 같은 다양한 종류의 보습제를 사용한다.
한국인들은 일반적으로 주요 관심사인 자외선 차단 기능을 제공하기 때문에 매일 화장을 한다. 한국 스킨케어의 큰 초점은 피부 미백이다. 이것이 많은 한국 화장품이 미백 특성을 가지고 있는 이유이다. 피부 미백은 피부의 멜라닌 이 감소하는 피부 미백과 동일하지 않다. 대신 피부 미백은 과다 색소 침착 치료에 중점을 둔다.
이 나라의 미의 기준이 하룻밤 사이에 바뀌지는 않았지만 업계에서 많은 발전과 발전이 이루어졌다. 광고주들은 제품에서 "유리 피부" 홍보를 줄였고 업계도 남성 소비자들이 활용하기 시작했다. 전반적으로 한국의 아름다움은 한류를 통해 인기를 얻었지만 세계적인 현상을 낳았지만 일부에게는 부정적인 산업이 될 수도 있다.
한국 남자들도 스킨케어에 관심이 많다. 일부는 BB 또는 CC 크림을 사용한다. 한국의 남성 전용 화장품은 매일 면도 후 피부 진정에 중점을 둔다.

## 산업
한국에는 여러 대형 화장품 브랜드가 있으며 그 중 다수는 전 세계적으로 제품을 수출한다. 여기에는 다음이 포함된다.
- 아모레퍼시픽, 라네즈, 에뛰드하우스, 이니스프리, 설화수, 마몽드 등 브랜드 입점
- Ĭsa Knox 및 The Face Shop 등의 브랜드를 보유한 LG
- 네이처리퍼블릭

## 추가
- 코리아나화장품박물관
- K-뷰티

## 같이 보기
- 코리아나 화장박물관